# Edward Stevens
Edward Glenister "Ed" Stevens, Jr. (født 15. september 1932  i St. Louis, Missouri, død 9. juni 2013 i Tucson, Arizona) var en amerikansk roer og olympisk guldvinder.

## Rokarriere
Stevens var kadet på United States Naval Academy ved Annapolis og her en del af otteren, som vandt collegemesterskabet og Eastern Sprints samt OL-udtagelsesstævnet i 1952. Ved OL 1952 i Helsinki stillede han og resten af besætningen, Dick Murphy, Bill Fields, Jim Dunbar, Bob Detweiler, Henry Proctor, Wayne Frye, Frank Shakespeare og styrmand Charley Manring, op som store favoritter; amerikanerne havde vundet samtlige de OL-otterkonkurrencer, de havde stillet op i. Der deltog i alt 14 både i konkurrencen, hvor amerikanerne uden problemer vandt deres indledende heat og semifinale. I finalen blev USA i begyndelsen truet af den sovjetiske båd, men amerikanerne holdt dem væk og sejrede med et forspring på fem sekunder ned til Sovjetunionen, der fik sølv, mens Australien fik bronze.
Stevens roede yderligere to sæsoner og genvandt collegemesterskabet i otteren samt Eastern Sprints begge år.

## Videre karriere
Efter eksamen på akademiet fik Stevens en karriere som søofficer. Han studerede desuden kernefysik ved MIT.

## OL-medaljer
- 1952:  Guld i otter